# 寬帶小鯷
寬帶小鯷（学名：Anchoa hepsetus）為輻鰭魚綱鲱形目鳀科的其中一種，分布於西大西洋區，從加拿大新斯科細亞至南美洲烏拉圭海域，棲息深度1-70公尺，本魚體延長，吻突出，長度約3/4眼徑，幾乎到達鰓裂，臀鰭起於背鰭基部中點，體側具一條寬的銀色條紋，背部綠色，頭部偏黃色，腹部銀白色，背鰭軟條14-17枚，臀鰭軟條20-24條，體長可達15.3公分，喜群游，棲息在沿海，能忍受鹽度變化，以浮游生物為食，可作為食用魚。

## 擴展閱讀
維基物種上的相關：寬帶小鯷